# Trogoblemma lucens
Trogoblemma lucens là một loài bướm đêm trong họ Noctuidae.